# Raorchestes blandus
Raorchestes blandus é uma espécie de anfíbio anuro da família Rhacophoridae. Está presente na Índia. A UICN classificou-a como quase ameaçada.